# Neiden
Neiden is een dorp in Noorwegen, gelegen aan de grens met Finland. Aan de andere zijde van de grens ligt Näätämö. Neiden maakt deel uit van de gemeente Sør-Varanger in de provincie Finnmark en telt ongeveer 250 inwoners.